# Лез-Отьё-Папьон
Лез-Отьё-Папьо́н (фр. Les Authieux-Papion) — коммуна во Франции, находится в регионе Нижняя Нормандия. Департамент коммуны — Кальвадос. Входит в состав кантона Мезидон-Канон. Округ коммуны — Лизьё.
Код INSEE коммуны — 14031.

## Население
Население коммуны на 2010 год составляло 62 человека.
| 1962 | 1968 | 1975 | 1982 | 1990 | 1999 | 2010 |
| ---- | ---- | ---- | ---- | ---- | ---- | ---- |
| 94   | 78   | 78   | 61   | 53   | 60   | 62   |

## Экономика
В 2010 году среди 48 человек трудоспособного возраста (15—64 лет) 32 были экономически активными, 16 — неактивными (показатель активности — 66,7 %, в 1999 году было 75,0 %). Из 32 активных жителей работали 31 человек (15 мужчин и 16 женщин), безработным был 1 мужчина. Среди 16 неактивных 2 человека были учениками или студентами, 12 — пенсионерами, 2 были неактивными по другим причинам.